# Minerva (Fra Bartolomeo)
Minerva è un dipinto a olio su tavola (117x59 cm) di Fra Bartolomeo, databile al 1490-1495 circa e conservato nel Museo del Louvre di Parigi. Fa coppia con una Porzia entro una nicchia del tutto analoga, nella Galleria degli Uffizi.

## Storia
Nel 1942 l'opera era a Tolosa, presso un antiquario, con attribuzione a Lorenzo Costa. Nel 1945 fu acquistato dalla Réunio des Musées Nationaux come opera di scuola francese e depositato al Musée de Moulins, con attribuzione al Perréal. Nel 1963 uno studio specifico di Charles Sterling escluse però l'opera dal catalogo dell'artista, riferendolo al Rinascimento emiliano e ne segnalò l'opera gemella che casualmente aveva osservato presso l'Istituto Centrale del Restauro a Roma. Nel 1959 infatti la Porzia, allora creduta una santa Agnese o una Vergine Annunciata dell'ambito di Lorenzo di Credi o tutt'al più del Franciabigio, era infatti tornata in Italia dall'Ambasciata italiana a Washington.
Già nel 1967 la Minerva era stata riferita all'ambito fiorentino e spostata nei depositi del Louvre, presentandola in un'esibizione del 1982. In quell'occasione Sylvie Béguin accolse un'attribuzione, già proposta da un paio di studiosi, alla fase giovanile di Fra Bartolomeo. Solo nel 1992, quando anche la Porzia venne riconosciuta come tale ed esposta alla mostra Il Giardino di San Marco, l'attribuzione è stata definitivamente confermata e le due opere vennero inserite nel percorso museale rispettivamente del Louvre e degli Uffizi.

## Descrizione e stile
Da una nicchia si affaccia la dea Minerva, con gli attributi dell'elmo, l'armatura classicheggiante, la lancia e lo scudo con Medusa, nonché la spada legata alla cinta. Essa doveva far parte di una serie di donne illustri, magari destinata a decorare una sala di un palazzo privato.
La figura avanza un passo un avanti, verso lo spettatore, uscendo dalla nicchia. Equilibratissima è la composizione, con un senso accentuato del volume della figura, ottenuto attraverso velature e accostamenti cromatici di grande finezza, riferibili alla prima fase giovanile del pittore.